# Ornithion
Ornithion es un género de aves paseriformes perteneciente a la familia Tyrannidae que agrupa a especies nativas de la América tropical (Neotrópico), donde se distribuyen desde el sur de México a través de América Central y del Sur hasta el este de Perú, norte de Bolivia y la Amazonia brasileña, con una población aislada en la costa este de este país. A sus miembros se les conoce por el nombre popular de mosqueritos, y también atrapamoscas, tiranuelos, tiranoletes o moscaretas, entre otros.

## Etimología
El nombre genérico neutro «Ornithion» en griego significa ‘pequeña ave’ (diminutivo de «ornis» que significa ‘ave’).

## Características
Las aves de este género son muy pequeños tiránidos, midiendo alrededor de 8 cm de longitud, de picos gruesos, que son inconspicuos en el dosel y en los bordes de selvas húmedas de baja altitud, y que son reconocidos principalmente por sus vocalizaciones.

## Lista de especies
Según las clasificaciones del Congreso Ornitológico Internacional (IOC) y Clements Checklist/eBird, agrupa a las siguientes especies, con sus respectivos nombres populares de acuerdo con la Sociedad Española de Ornitología:
| Imagen | Nombre científico         | Autor                         | Nombre común              | Estado de conservación | Distribución |
| ------ | ------------------------- | ----------------------------- | ------------------------- | ---------------------- | ------------ |
|        | Ornithion semiflavum      | (P.L. Sclater & Salvin, 1860) | mosquerito ventriamarillo | LC                     |              |
|        | Ornithion brunneicapillus | (Lawrence, 1862)              | mosquerito coronipardo    | LC                     |              |
|        | Ornithion inerme          | Hartlaub, 1853                | mosquerito moteado        | LC                     |              |

## Taxonomía
Los amplios estudios genético-moleculares realizados por Tello et al. (2009) descubrieron una cantidad de relaciones novedosas dentro de la familia Tyrannidae que todavía no están reflejadas en la mayoría de las clasificaciones. Siguiendo estos estudios, Ohlson et al. (2013) propusieron dividir Tyrannidae en 5 familias. Según el ordenamiento propuesto, Ornithion permanece en Tyrannidae, en una subfamilia Elaeniinae Cabanis & Heine, 1859-60, en una tribu Euscarthmini Ihering, 1904, junto a Zimmerius,Stigmatura, Inezia, Euscarthmus, parte de Phyllomyias, Camptostoma y Mecocerculus (excluyendo Mecocerculus leucophrys).